# Murat Ünal
Murat Ünal (* 1975 in Hildesheim) ist ein deutsch-türkischer Filmemacher.

## Leben
Murat Ünal studierte Betriebswirtschaft und gründete danach die Desire Media Entertainment. Er fing nach dem Studium als Praktikant bei TV-Serien an. Er bewarb sich an den Filmhochschulen in Berlin, wurde aber abgelehnt.
Weil er kein Geld für Filme hatte, startete Ünal mit einer geliehenen Kamera die YouTube-Reihe „Tiger – Die Kralle von Kreuzberg“. Die mit geringem Budget gedrehten Videos wurden von vielen Sendern und Produktionsfirmen abgelehnt. Daraufhin stellte man die Videos auf YouTube online. Sie wurden auf Internet-Fun-Seiten verlinkt und dort populär. Der Tagesspiegel berichtete über das Phänomen. Das führte zu einer Anfrage des RBB Radio für wöchentliche Comedy-Audio-Folgen. Zur EM 2008 entwickelte man das Konzept „Tiger's Süper-EM-Stüdyo“, in dem Tiger täglich die Spiele witzig zusammenfasste. Das Konzept gefiel Detlev Buck und YouTube so gut, dass man die Clips in den ersten Youtube-Kino-Fan-Film „23 Tage“ einbaute. Die Radioshow des RBB wurde für den Civis-Medienpreis nominiert. Durch den Erfolg der Videos kam die Deutsche Telekom mit ihrer Video-Plattform 3minutes auf Ünal zu und fragte an, ob er neben den Sketchen noch andere Ideen habe. Daraufhin entwickelte er das Format „Süper-Tiger-Show“ in der die Figur „Tiger“ prominente Gäste aus dem Showbusiness empfing und zwischendurch Sketchvideos eingespielt wurden, u. a. Matthias Schweighöfer, Wotan Wilke Möhring, Idil Üner. Für das ZDF setzte er seine 2008 auf seiner Website und Youtube gestartete Reihe (damals Tigers Süper EM Stüdyo) zu Fußball-Großereignissen fort und drehte für ZDFneo die Süper Tiger Show. als auch zur WM 2010 „Tigers Süper-WM-Stüdyo“. Dabei wurden wieder neben Gästen aus dem Profisport und Showbusiness (Guido Buchwald, Eike Immel und Oliver Welke) auch Sketche eingespielt. Dabei war Ünal verantwortlich für die erste Verbindung von ZDFneo und Youtube, da er beide zusammenführte und so der Initiator des ersten ZDFneo-YouTube-Kanals war.
Danach drehte, schnitt und produzierte er seinen ersten Kurzfilm nach eigenem Buch Invisible Me über die Sehnsucht des jungen Muslim Rashid (Omar El-Saeidi) zur Deutschen Anna (Kaja Wiedeking-Radczun). Der Film wurde von allen Festivals abgelehnt, bei denen er sich bewarb. Sein Geschäftspartner und Tiger-Darsteller wurde durch Ünals Hilfe in dem Kinofilm „Männerhort“ in seiner ersten Kino-Hauptrolle besetzt. Danach trennte sich sein Partner von Ünal, um sich voll seiner Schauspielkarriere zu widmen. Daraufhin musste sich dieser vollkommen neu aufstellen, da alle Projekte auf seinen Partner ausgerichtet waren und er stets nur hinter der Kamera agierte (Autor, Regie, Produktion, Schnitt). Nach kurzer Überlegung fasste er den Entschluss, seinen ersten Film zu machen. Für den von ihm produzierten Independent-Film Hollywoodtürke (2019), eine Romantische Komödie, die ohne Förderung und Senderbeteiligung mit nur acht Anfängern gedreht wurde, schrieb er das Drehbuch zusammen mit Ahmet Iscitürk, führte Regie, und spielte aus der Not heraus, weil er keinen Schauspieler finden konnte, der sich für die Rolle verpflichten wollte, die Hauptrolle des Alper. Für den Film lieh er sich Geld von Freunden und Familie und verschuldete sich. Es war seine erste Rolle und er hatte keine Schauspielausbildung. Der Film kam am 13. Juni 2019 in die deutschen Kinos.